# Lee Eun-ku
Lee Eun-ku (kor. 이은구; * um 1960) ist ein ehemaliger Badmintonspieler aus Südkorea.

## Karriere
Lee Eun-ku errang seinen größten Erfolg, als er bei den Badminton-Weltmeisterschaften 1983 in Kopenhagen Bronze im Doppel mit Park Joo-bong holte. Ein Jahr zuvor standen die beiden bereits bei den All England im Halbfinale, verloren dort jedoch gegen Billy Gilliland und Dan Travers mit 15:6, 8:15 und 12:15. 1982 gewannen Lee und Park auch die Bronzemedaille bei den Asienspielen im Herrendoppel. Aus der Saison 1981/1982 datiert ebenfalls der einzige große Turniererfolg von Lee Eun-ku, wo er – einmal mehr mit Park Joo-bong an seiner Seite – die Denmark Open gewann.

## Referenzen
- WM-Ergebnisse

| Personendaten    | Personendaten                    |
| ---------------- | -------------------------------- |
| NAME             | Lee, Eun-ku                      |
| ALTERNATIVNAMEN  | 이은구                           |
| KURZBESCHREIBUNG | südkoreanischer Badmintonspieler |
| GEBURTSDATUM     | um 1960                          |